# Gabriela Petrova
Pour les articles homonymes, voir Petrova.
Gabriela Petrova (née le 29 juin 1992 à Haskovo) est une athlète bulgare, spécialiste du triple saut.

## Biographie
En 2012, son meilleur triple est de 13,45 m à Plovdiv.
En 2013, elle remporte le titre de championne d'Europe espoirs avec un saut à 13,91 m, record personnel, à Tampere. En salle, elle détient une mesure à 14,14 m.
En mars 2015, à Prague, elle se classe deuxième des championnats d'Europe en salle avec 14,52 m.
Elle se qualifie en finale des championnats du monde 2015 grâce à un saut mesuré à 14,44 m et termine au pied du podium deux jours plus tard en améliorant son record personnel de deux centimètres (14,66 m).
En mars 2016, elle est contrôlée positive au meldonium, produit interdit depuis 2016 et dont elle a arrêté l'utilisation en octobre 2015.
Le 20 juillet 2018, elle remporte la médaille d'argent des championnats des Balkans, chez elle à Stara Zagora, avec 14,34 m (- 1,4 m/s). Elle est battue par la Grecque Paraskeví Papahrístou, auteure de 14,74 m. Le lendemain, elle décroche également la médaille d'argent au saut en longueur avec 6,48 m, derrière la Roumaine Florentina Costina Iusco (6,59 m).

## Palmarès
| Date | Compétition                       | Lieu             | Résultat | Epreuve     | Marque  |
| ---- | --------------------------------- | ---------------- | -------- | ----------- | ------- |
| 2011 | Championnats d'Europe juniors     | Tallinn          | 5e       | Triple saut | 13,00 m |
| 2013 | Championnats d'Europe par équipes | Dublin           | 1re      | Triple saut | 13,55 m |
| 2013 | Championnats d'Europe espoirs     | Tampere          | 1re      | Triple saut | 13,91 m |
| 2014 | Championnats d'Europe             | Zurich           | 5e       | Triple saut | 14,13 m |
| 2015 | Championnats d'Europe en salle    | Prague           | 2e       | Triple saut | 14,52 m |
| 2015 | Championnats d'Europe par équipes | Stara Zagora     | 1re      | Triple saut | 13,85 m |
| 2015 | Championnats du monde             | Pékin            | 4e       | Triple saut | 14,66 m |
| 2015 | Ligue de diamant                  | Ligue de diamant | 6e       | Triple saut | détails |
| 2017 | Championnats d'Europe par équipes | Vaasa            | 2e       | Triple saut | 13,98 m |
| 2018 | Championnats des Balkans en salle | Istanbul         | 1re      | Triple saut | 13,90 m |
| 2018 | Championnats du monde en salle    | Birmingham       | 11e      | Triple saut | 13,91 m |
| 2018 | Championnats des Balkans          | Stara Zagora     | 2e       | Longueur    | 6,48 m  |
| 2018 | Championnats des Balkans          | Stara Zagora     | 2e       | Triple saut | 14,34 m |
| 2018 | Championnats d'Europe             | Berlin           | 6e       | Triple saut | 14,26 m |
| 2018 | Ligue de diamant                  | Ligue de diamant | 7e       | Triple saut | 14,04 m |
| 2019 | Championnats d'Europe par équipes | Varazdin         | 4e       | Triple saut | 6,09 m  |
| 2019 | Championnats d'Europe par équipes | Varazdin         | 1re      | Triple saut | 14,14 m |

## Records
| Épreuve          | Épreuve   | Marque  | Lieu     | Date            |
| ---------------- | --------- | ------- | -------- | --------------- |
| Saut en longueur | Plein air | 6,62 m  | Plovdiv  | 13 juillet 2019 |
| Saut en longueur | En salle  | 6,41 m  | Dobritch | 14 février 2015 |
| Triple saut      | Plein air | 14,66 m | Pékin    | 24 août 2015    |
| Triple saut      | En salle  | 14,55 m | Dobritch | 15 février 2015 |